# Bilsenkräuter
Die Bilsenkräuter (Hyoscyamus) bilden eine Pflanzengattung in der Familie der Nachtschattengewächse (Solanaceae). Die etwa 23 Arten sind in Eurasien und Nordafrika verbreitet.

## Beschreibung

### Vegetative Merkmale
Bilsenkraut-Arten sind einjährige, zweijährige oder ausdauernde krautige Pflanzen, die Wuchshöhen von meist 10 bis 80 (3 bis 150) Zentimetern erreichen. Die Wurzel ist bei den kurzlebigen Arten rübenförmig verdickt. Die ausdauernden Arten besitzen ein mehrköpfiges, manchmal verholztes oder fleischiges Rhizom. Die Stängel sind aufsteigend oder niederliegend. Meist sind sie mit ein- oder mehrzelligen Flaum- oder Drüsenhaaren bedeckt, aber es existieren auch unbehaarte Arten.
Gelegentlich bilden die Laubblätter eine Rosette, für gewöhnlich sind die oberen Stängelblätter sitzend, manchmal stängelumfassend, während die unteren oder teilweise auch alle Laubblätter 1,2 bis 5,0 Zentimeter lang gestielt sind. Die Blattspreiten sind bei einer Länge von meist 2 bis 20 (0,8 bis 30) Zentimetern eiförmig-länglich, elliptisch oder eiförmig-rhombisch und gezähnt oder gelappt, selten auch zerschlitzt. 

### Blütenstände und Blüten
Die unteren Blüten stehen einzeln in den Blattachseln, die oberen Blüten bilden einen dichten, beblätterten, traubigen oder ährigen, zymösen Blütenstand. Die Blüten sind sitzend oder stehen an kurzen, 5 bis 10 Millimeter langen Blütenstielen, als Ausnahme treten auch bis zu 50 Millimeter lange Blütenstiele auf. 
Die zwittrigen Blüten sind fünfzählig mit doppelter Blütenhülle. Der Kelch ist meist 10 bis 16 (6 bis 28) Millimeter lang, röhrig-glockenförmig, urnenförmig, verkehrt-kegelförmig oder selten becherförmig, der Rand ist gezähnt oder gelappt. Die Kronröhre der zygomorphen Krone ist genauso lang oder bis zu 2,5 mal länger als der Kelch, die Krone ist 8 bis 15, selten bis 20 Millimeter lang oder aber in Ausnahmefällen bis zu 45, noch seltener bis 50 Millimeter lang. Die Farbe ist goldgelb, gelblich weiß, schmutzig violett oder weißlich, zum Teil durch ein dunkles Netz der Nervatur durchzogen. Die Kronlappen sind ungleichmäßig groß, kurz und gerundet.
Die Fortpflanzungsorgane der Blüte sind hervorstehend oder knapp hervorstehend, die Staubfäden ungleichmäßig, die untere Hälfte ist behaart, normalerweise in der Mitte oder leicht über der Mitte der Kronröhre mit dieser verwachsen. Die 2,9 bis 3,8 Millimeter langen Staubbeutel sind am Rücken befestigt und deutlich kürzer als die Staubfäden. Die mittelgroßen (37 bis 42 µm) oder großen (67,5 bis 73,5 µm) großen Pollenkörner sind fast kugelförmig, dreifaltig und besitzen ein gerilltes Exine (Pollenkornwand). Die Nektarien sind nicht oder nur kryptisch vorhanden, der Griffel ist fadenförmig, kahl oder fein behaart, die Narbe ist kopfförmig, feucht und papillös.

### Früchte und Samen

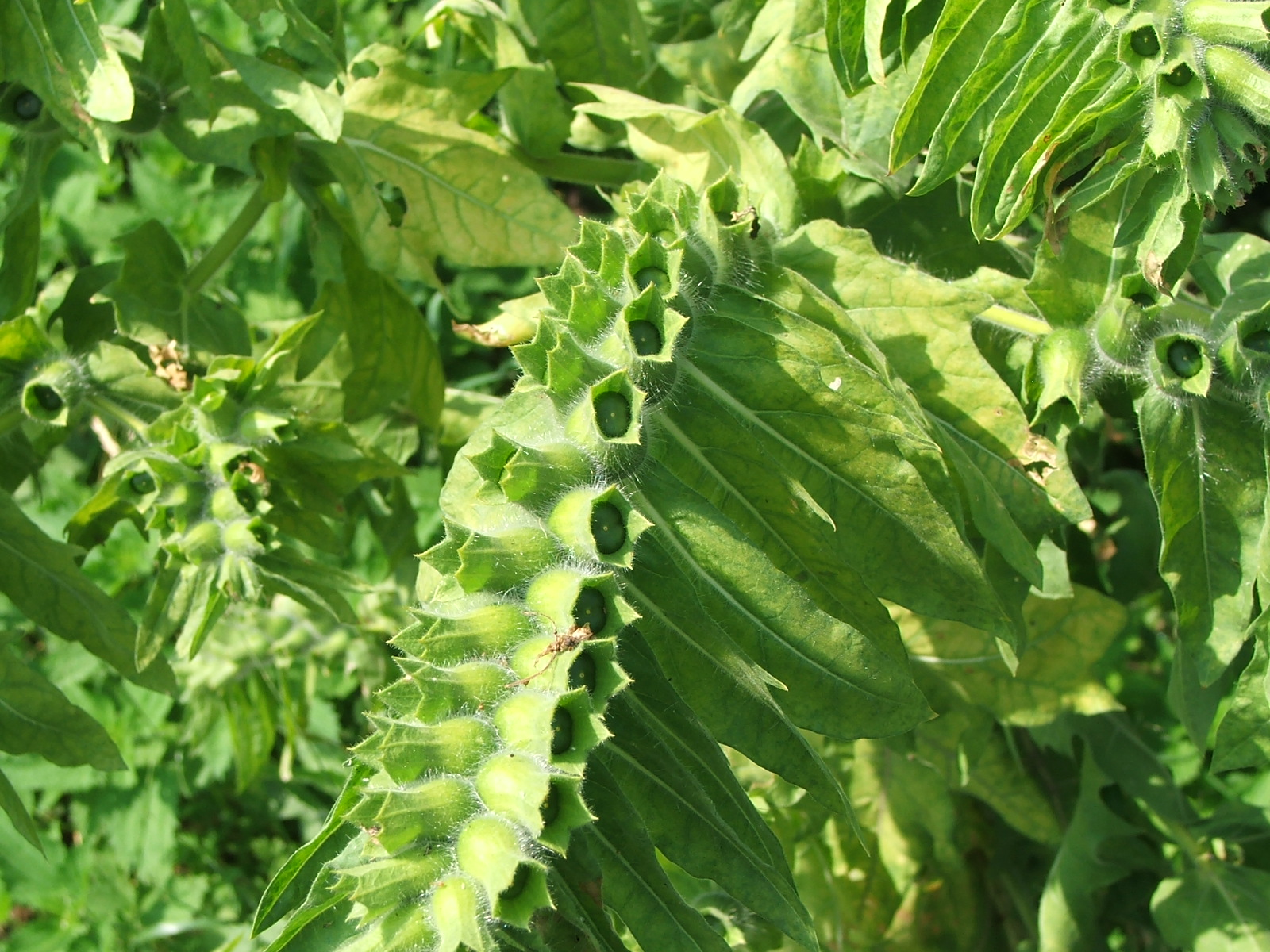
Früchte des Schwarzen Bilsenkrautes, noch unausgereift

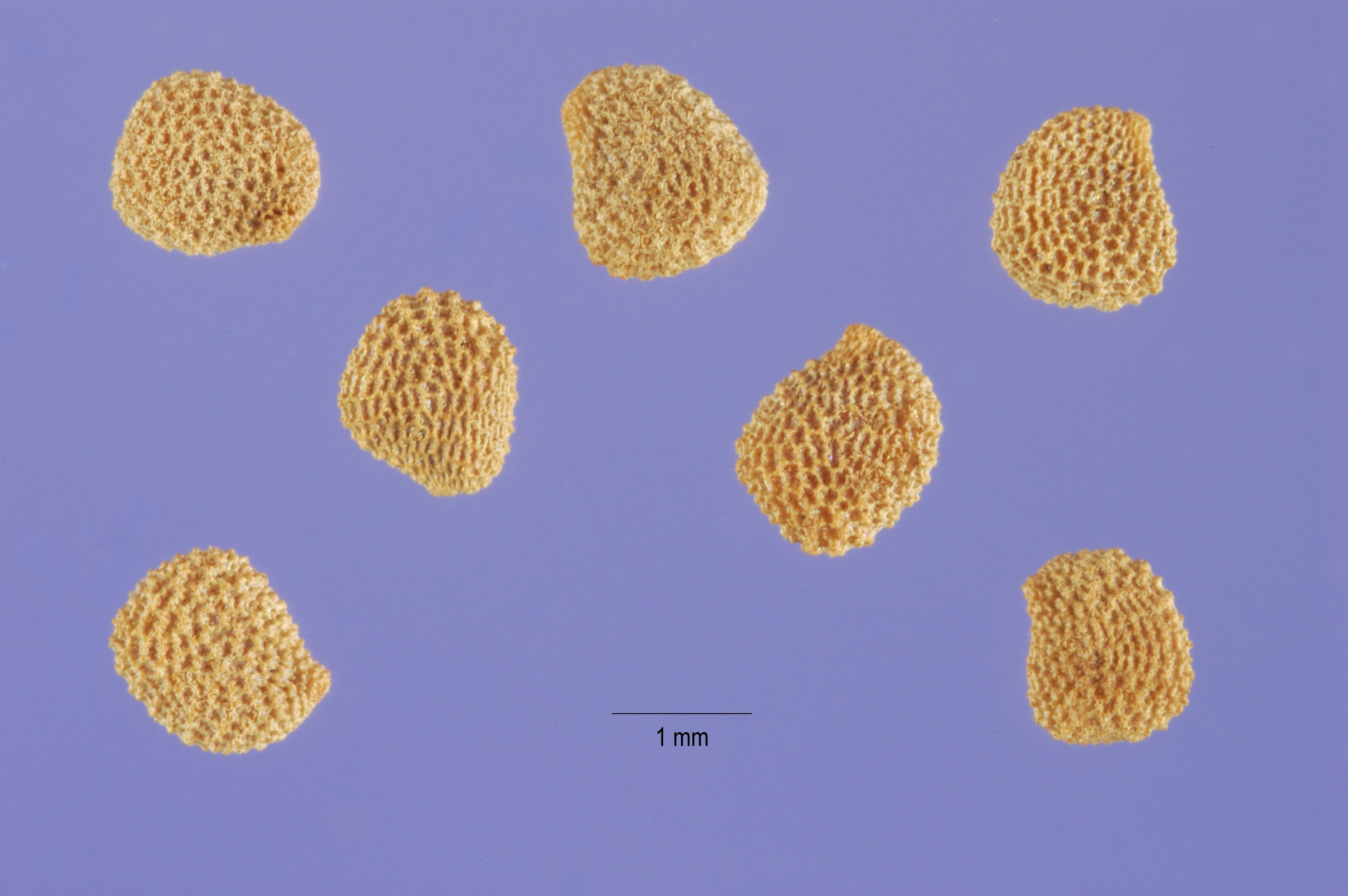
Samen des Schwarzen Bilsenkrautes

Die Frucht ist eine Pyxidium (Deckelkapsel) genannte Sonderform der Kapselfrucht, die bei einer Länge von (5 bis) 9 bis 15 Millimetern länglich geformt ist. Die Frucht ist vollständig vom sich vergrößernden, dann bei einer Länge von (1 bis) 2 bis 4 Zentimetern urnenförmigen bis verkehrt-kegelförmigen Kelch umschlossen. In Ausnahmefällen sind die Kelchzipfel zurückgebogen, so dass die Frucht nicht unbedingt vollständig vom Kelch umschlossen ist. Der Kapseldeckel ist zugespitzt, stark konvex, konvex oder flach. Die Kapselfrucht enthält zwischen 200 und 500 Samen. Diese sind im Normalfall meist 1,1 bis 1,5 (0,8 bis 1,8) Millimeter lang, nur die Art Hyoscyamus turcomanicus hat größere Samen von 2,4 bis 2,9 Millimetern.

### Chromosomenzahl und Inhaltsstoffe
Bisher wurden mindestens sieben der 23 bekannten Arten hinsichtlich ihres Karyotyps untersucht, wobei eine Chromosomengrundzahl von x = 14 oder x = 17 festgestellt wurde.
Einige Arten der Gattung enthalten die Alkaloide Hyoscyamin und Scopolamin. In der Art Schwarzes Bilsenkraut (Hyoscyamus niger) wurden zudem zwei Arten der Withanolide gefunden.

## Vorkommen
Hyoscyamus-Arten kommen ursprünglich in Europa, in Nordafrika bis China und Indien, auf den Kanarischen Inseln und auf Madeira vor. Als eingeschleppte Pflanze kommen einige Arten im Norden der USA und in Kanada sowie in Australien vor. Oftmals sind die Pflanzen auf Müllhalden und an Straßen zu finden, im Atlas-Gebirge in Höhenlagen bis zu 2000 Metern, im Himalaya auch in bis zu 3000 Metern.

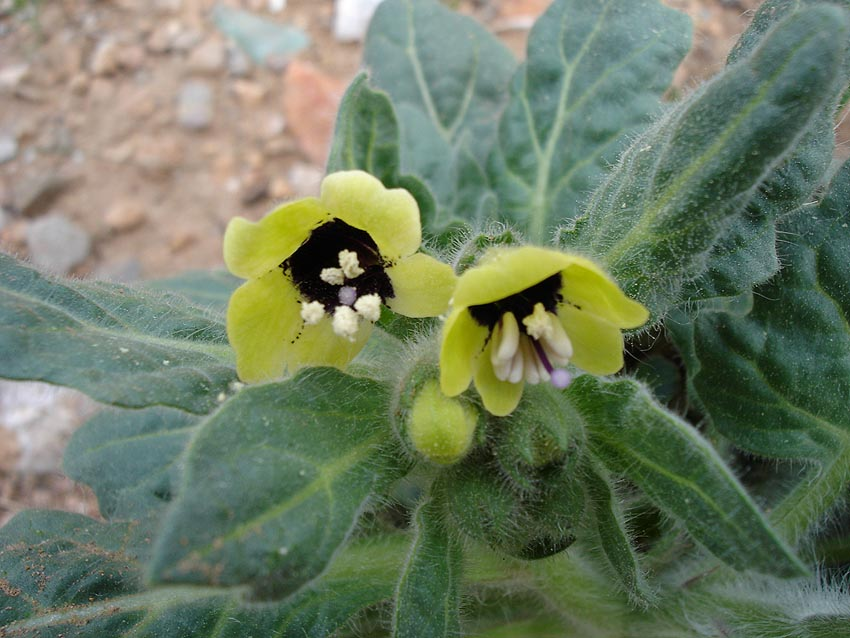
Sektion Hyoscyamus: Weißes Bilsenkraut (Hyoscyamus albus)

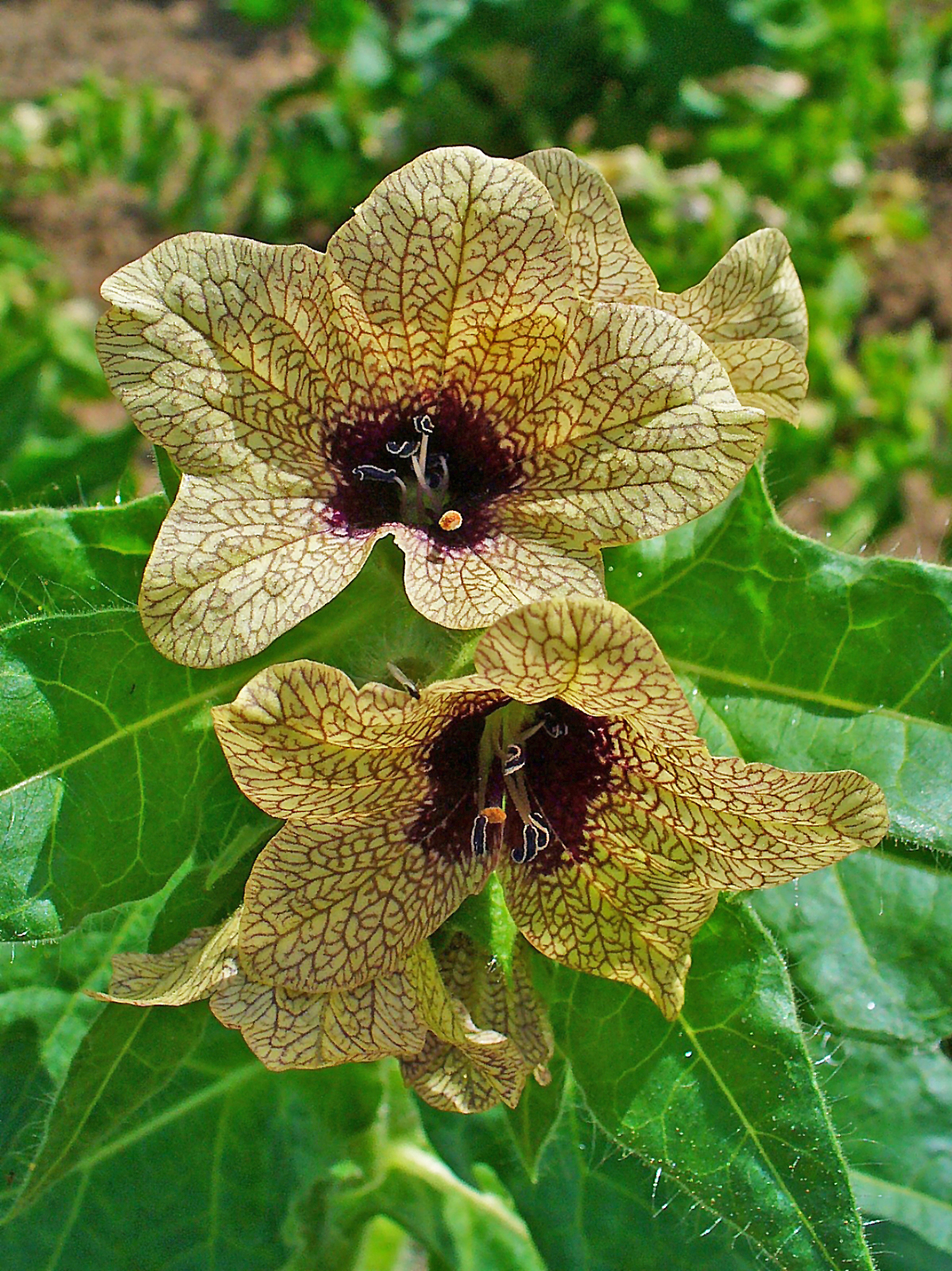
Sektion Hyoscyamus: Schwarzes Bilsenkraut (Hyoscyamus niger)

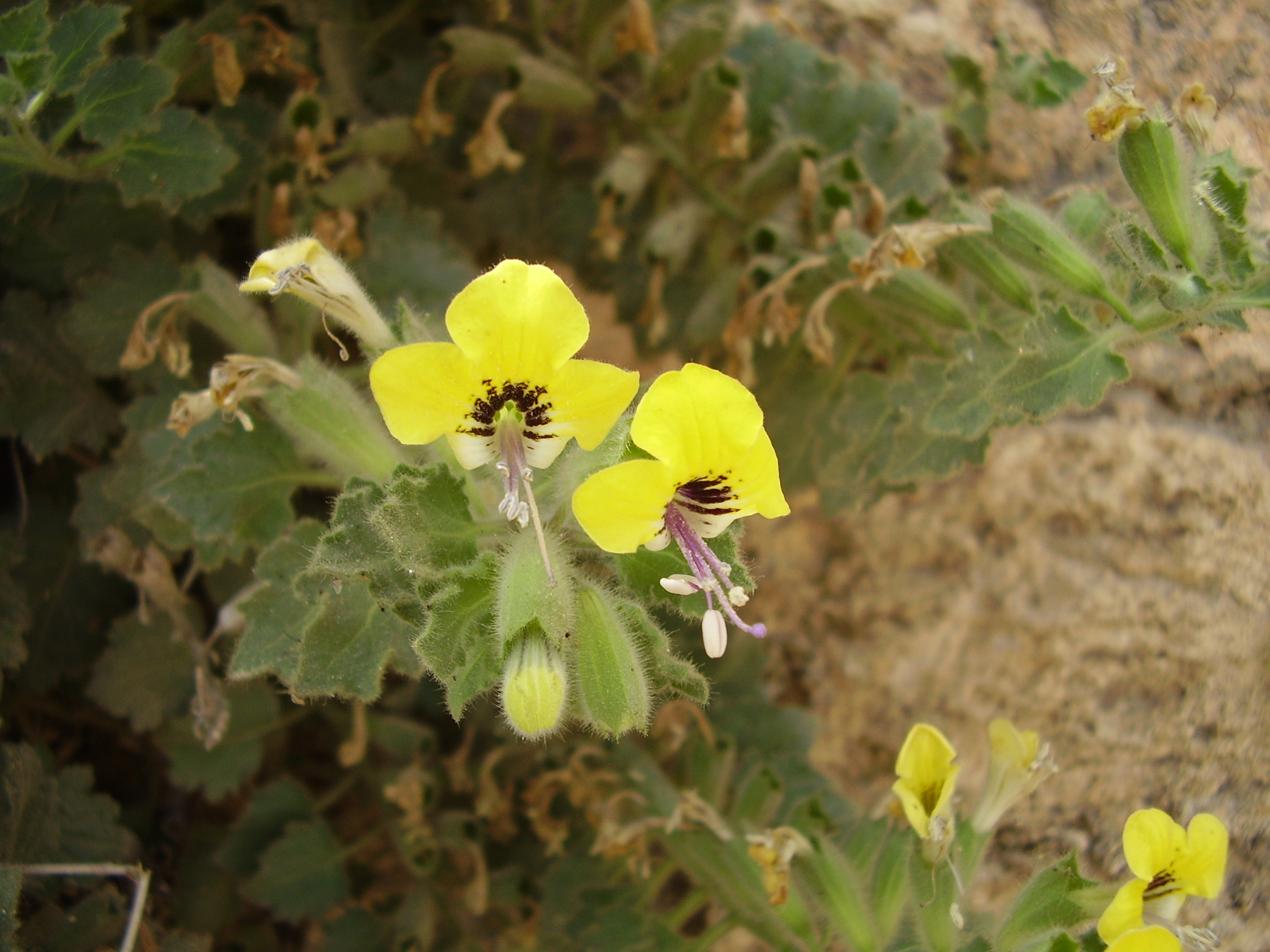
Sektion Chamaehyoscyamus: Goldgelbes Bilsenkraut (Hyoscyamus aureus)

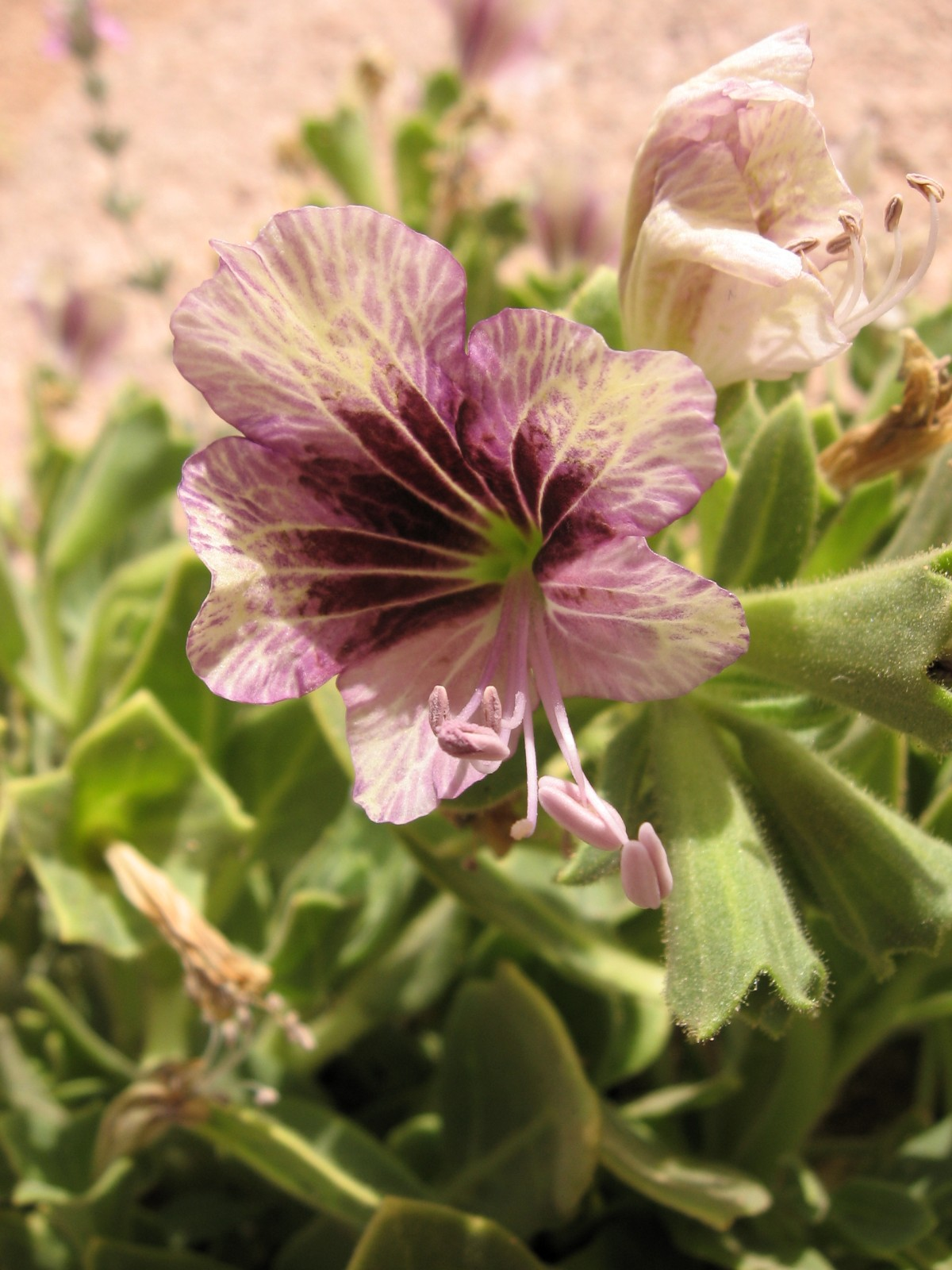
Untergattung Dendrotrichon: Ägyptisches Bilsenkraut (Hyoscyamus muticus)

## Systematik
Innerhalb der Gattung werden etwa 23 Arten unterschieden, die je nach Autor in unterschiedliche Untergattungen, Sektionen, Untersektionen oder Serien eingeteilt werden. Die hier dargestellte Systematik folgt Flora Iranica 1972. Folgende Arten gehören dazu (Auswahl):
Untergattung Hyoscyamus
- Sektion Hyoscyamus

- Untersektion Hyoscyamus

- Hyoscyamus reticulatus L.: Die Heimat ist Westasien und der Kaukasusraum.
- Hyoscyamus pojarkovae Schönb.-Tem.: Die Art kommt in Iran, im Irak, in Syrien und Ägypten vor.
- Hyoscyamus kurdicus Bornm.: Sie kommt nur in Syrien vor.
- Hyoscyamus leucanthera Bornm. & Gauba: Sie kommt nur in Iran vor.
- Hyoscyamus afghanicus Pojark.: Sie kommt nur in Afghanistan vor.
- Hyoscyamus multicaulis Rech.f. & Edelb.: Sie kommt nur in Afghanistan vor.
- Hyoscyamus squarrosus Griff.: Die Heimat ist Afghanistan, Iran, Turkmenistan und Pakistan.
- Hyoscyamus kotschyanus Pojark.: Sie kommt nur in Iran vor.
- Hyoscyamus arachnoideus Pojark.: Sie kommt nur in Iran vor.
- Hyoscyamus turcomanicus Pojark.: Die Heimat ist Vorderasien.
- Schwarzes Bilsenkraut (Hyoscyamus niger L.): Sie ist in Eurasien und Nordafrika weitverbreitet.

- Untersektion Pusilli

- Hyoscyamus pusillus L.: Die Heimat ist Asien, Russland und Ägypten.

- Untersektion Adictyi

- Weißes Bilsenkraut (Hyoscyamus albus L.): Die Heimat ist Süd- und Südosteuropa, Nordafrika, Makaronesien und Vorderasien.
- Hyoscyamus cylindrocalyx Rech. f.: Die Heimat ist Vorderasien.
- Hyoscyamus desertorum (Asch. ex Boiss.) Täckh.: Die Heimat ist Ägypten, die Sinaihalbinsel, Israel und Jordanien.

- Sektion Chamaehyoscyamus

- Goldgelbes Bilsenkraut (Hyoscyamus aureus L.): Die Heimat ist Ägypten und Westasien; eingebürgert ist sie auf Kreta.
- Hyoscyamus senecionis Willd.: Sie kommt vom nördlichen Irak bis Afghanistan vor.

- Sektion Pumilio

- Hyoscyamus leptocalyx Stapf ex Bornm.: Sie kommt in der Türkei vor.
- Hyoscyamus longepedunculatus C.C.Towns.: Sie kommt nur im Irak vor.

Untergattung Dendrotrichon Schönb.-Tem.
- Hyoscyamus orthocarpus Schönb.-Tem.: Sie kommt nur in Iran vor.
- Ägyptisches Bilsenkraut (Hyoscyamus muticus L.): Die Heimat ist Nordafrika und Vorderasien.
- Hyoscyamus boveanus Asch. & Schweinf.: Die Heimat ist Ägypten und die Sinai-Halbinsel.
- Hyoscyamus falezlez Coss. (wird auch als Unterart subsp. falezlez (Coss.) Maire zu Hyoscyamus muticus gestellt): Die Heimat ist Afrika.
- Hyoscyamus nutans Schönb.-Tem.: Sie kommt nur in Iran vor.
- Hyoscyamus rosularis Schönb.-Tem.: Sie kommt nur in Iran vor.
- Hyoscyamus tenuicaulis Schönb.-Tem.: Sie kommt nur in Iran vor.
- Hyoscyamus insanus Stocks: Die Heimat ist Afghanistan, Pakistan und Iran.

## Nutzung
Einige Arten der Bilsenkräuter (früher auch Bilsen, von mittelhochdeutsch bilse, genannt), wie das Schwarze Bilsenkraut (Hyoscyamus niger) oder Hyoscyamus muticus, werden aufgrund der enthaltenen, parasympathikolytisch wirkenden Alkaloide (Hyoscyamin, Scopolamin und Atropin) seit langer Zeit als Arzneimittel oder als Rauschmittel (vgl. auch die Spekulationen um die „Hexensalbe“) verwendet. Als Iusquiamus wurden im Mittelalter drei bis vier Bilsenkräuter bzw. deren Samen bezeichnet, meist aber Weißes Bilsenkraut oder Schwarzes Bilsenkraut. Bilsenkraut wurde auch cassil(l)ago genannt.